# 50th Birthday Celebration Volume Six
50th Birthday Celebration Volume Six est un album du groupe Hemophiliac composé de Ikue Mori, Mike Patton et John Zorn paru chez Tzadik en 2004. Cet album fait partie de la série 50th Birthday Celebration enregistrée au Tonic en septembre 2003 à l'occasion des 50 ans de John Zorn.

## Titres
| 1.    | @:<>:@           | 7:26 |
| 2.    | +(=&^)+          | 7:02 |
| 3.    | ////////\////\/  | 4:43 |
| 4.    | ++*s+s++         | 9:33 |
| 5.    | <←^→>            | 9:45 |
| 6.    | ','"..?<<~-~>>o" | 6:14 |
| 7.    | []=[]=[]=[]      | 5:01 |
| 49:44 |                  |      |

## Personnel
- Ikue Mori - électronique
- Mike Patton - voix
- John Zorn - saxophone alto